# Tiszakálmánfalva
Tiszakálmánfalva vagy Budiszava (szerbül Будисава / Budisava, németül Waldneudorf) település Szerbiában, a Vajdaságban, a Dél-bácskai körzetben. Közigazgatásilag Újvidék városi községhez tartozik.

## Fekvése
Újvidéktől 16 km-re északkeletre, Káty és Sajkásszentiván közt fekvő település.

## Története
Tiszakálmánfalva újabb telepítésű település, amely 1884-ben a Felsőkabol határában levő Grahova nevű erdő kivágása után keletkezett új magyar telepként, 200 magán és 9 középülettel, amely Tisza Kálmán, akkori miniszterelnökről kapta nevét, és 1894. júliusában belügyminiszteri engedéllyel Felsőkaboltól elkülönítve vált nagyközséggé.
1889-ben római katolikus lelkészséget (curatia) szerveztek; eleinte az istentiszteleteket is az iskolaépületben tartották. 1894-ben megalakult az evangélikus anyaegyház is.
1910-ben 2061 lakosából 1108 magyar, 923 német, 16 szlovák volt. Ebből 947 római katolikus, 147 református, 894 evangélikus volt.
A trianoni békeszerződés előtt Bács-Bodrog vármegye Titeli járásához tartozott.

## Népesség

### Demográfiai változások
| 1948 | 1953 | 1961 | 1971 | 1981 | 1991 | 2002 |
| ---- | ---- | ---- | ---- | ---- | ---- | ---- |
| 2090 | 2122 | 2476 | 2825 | 3502 | 3685 | 3825 |